# Pachastrella echinorhabda
Pachastrella echinorhabda är en svampdjursart som beskrevs av Gustavo Pulitzer-Finali 1972. Pachastrella echinorhabda ingår i släktet Pachastrella och familjen Pachastrellidae. Inga underarter finns listade i Catalogue of Life.